# وروثية

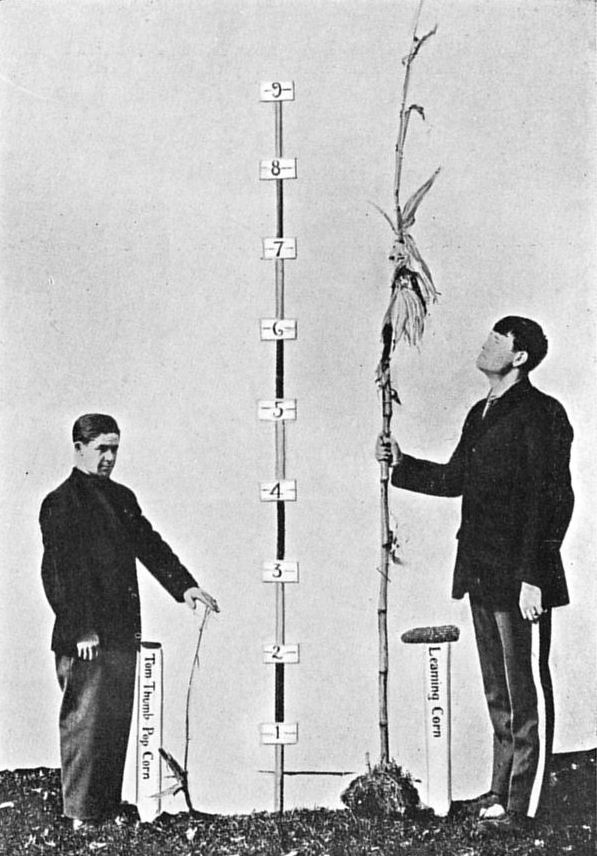

الوَروثية  أو قابلية الانتقال بالوراثة  أو قابلية التوريث  أو العمق الوراثي في علم الوراثة هو قابلية صفة وراثية للانتقال عبر الأجيال، وذلك بالأخذ بعين الاعتبار لوجود عوامل مؤثرة مثل العوامل البيئية بالإضافة إلى عوامل عشوائية أخرى يمكن أن تساهم في الاختلاف بين الأفراد فيما يخص السمات الملاحظة (الأنماط الظاهرة). بالتالي فإن الوروثية تقوم بتحليل العوامل المساهمة المتعلقة للفورقات في العوامل التي تأتي عن طريق الوراثة والعوامل التي تأتي عن طريق غير الوراثة، والتي مجموعها يؤدي إلى حدوث تباين في السكان. للتبسيط، نضرب مثالاً حول الطول والقصر، حيث أن البعض أطول من غيره، فتحاول دراسات الوروثية معرفة مدى تأثير المورثات على هذه الصفة. تبرز أهمية دراسات الوروثية في معرفة أسباب الأمراض الجسمية والنفسية.

## نبذة عامة
تقيس الوروثية نسبة تقلب النمط الظاهري الذي قد يعزى إلى الاختلاف الوراثي. لا يعني ذلك أن علم الوراثة يحدد نسبة النمط الظاهري هذه. على سبيل المثال، من الخطأ القول، تقدر وروثية السمات الشخصية بنحو 0.6 تقريبًا، وهذا يعني أن النسبة الموروثة من الوالدين 60% ومن البيئة 40%. بالإضافة إلى ذلك، قد تتغير الوروثية دون حدوث أي تغيير جيني، كما يحدث عندما تساهم البيئة بزيادة الاختلاف. وكمثال على ذلك، ضع في اعتبارك أن الجينات والبيئة، كليهما، يستطيعان التأثير على الذكاء. قد تزداد الوروثية إذا زاد الاختلاف الوراثي، ما يؤدي إلى المزيد من التباين الظاهري بين الأفراد، كامتلاك مستويات مختلفة من الذكاء مثلًا. في المقابل، قد تزداد الوروثية إذا انخفض التباين البيئي، ما يؤدي إلى انخفاض تباين النمط الظاهري بين الأفراد، وبالتالي امتلاك مستويات ذكاء أكثر تشابهًا. تزداد الوروثية عندما تساهم الجينات باختلاف أكبر أو عندما تساهم العوامل غير الجينية باختلاف أقل؛ ما يهم هنا هو المساهمة النسبية. تتعلق الوروثية بفئة سكانية معينة في بيئة معينة. وبالتالي، فإن الوروثية العالية للسمة لا تعني بالضرورة أن السمة غير شديدة التأثر بالعوامل البيئية. قد تتغير الوروثية أيضًا نتيجة التغيرات البيئية أو بسبب الهجرة أو التوالد الداخلي أو تبعًا للطريقة التي تقاس بها ضمن العينة المدروسة. لا ينبغي تفسير وروثية سمة ما على أنها مقياس لمدى اعتماد السمة المذكورة على الوراثة.
قد يكون مدى اعتماد النمط الظاهري على البيئة أيضًا إحدى وظائف الجينات المعنية. تعتبر مسائل الوروثية معقدة، لأن الجينات قد تعمل على استقناء النمط الظاهري، ما يجعل تعبيرها شبه حتمي في جميع البيئات الممكنة. قد يظهر الأفراد، الذين يملكون نفس التركيب الوراثي، أنماط ظاهرية مختلفة، من خلال آلية تسمى تكيفية النمط الظاهري، وهذا يجعل قياس الوروثية صعبًا في بعض الحالات. حددت رؤى حديثة في علم الأحياء الجزيئي وجود اختلافات في نشاط نسخ الجينات المرتبطة بتغيرات بيئية. ومع ذلك، لا يتأثر نسخ عدد كبير من الجينات بالبيئة.
تستخدم تقديرات الوروثية التحليلات الإحصائية كوسيلة مساعدة لمعرفة أسباب الاختلافات بين الأفراد. تهتم الوروثية بالتنوع، ولذا تقدر بالضرورة الاختلاف بين أفراد مجموعة ما. قد تكون الوروثية وحيدة المتغير، أي تفحص سمة واحدة، أو عديدة المتغيرات، أي تفحص الارتباطات الجينية والبيئية بين سمات عديدة في وقت واحد. يسمح ذلك باختبار التداخل الجيني بين الأنماط الظاهرية المختلفة، كلون الشعر ولون العينين مثلًا. قد تتفاعل البيئة مع الوراثة، ويمكن استخدام تحليلات الوروثية لتحديد وجود هذه التفاعلات وفحصها (نماذج GxE).
يشترط إجراء تحليلات الوروثية وجود اختلاف مفسِّر في المجموعة المدروسة. تسلط هذه النقطة الأخيرة الضوء على حقيقة أن الوروثية لا قد تأخذ في الاعتبار تأثير العوامل الثابتة في المجموعة. قد تكون العوامل ثابتة إذا كانت غائبة أو غير موجودة لدى جميع الأفراد، كما يحدث عندما لا يستطيع أحد الحصول على مضاد حيوي معين، أو إذا كانت موجودة في كل مكان ووقت، كما لو كان الجميع يشربون القهوة مثلًا. من الناحية العملية، تتنوع السمات السلوكية للإنسان إجمالًا، وتظهر جميع السمات تقريبًا بعض القابلية للتوريث.

## اقرأ أيضاً
- علم الوراثة